# KTM 990 Adventure
La KTM 990 Adventure es un modelo de Doble propósito fabricado por la compañía austriaca KTM desde el año 2006, sustituyendo a la KTM 950 Adventure. Esta motocicleta está equipada con un motor LC8 refrigerado por líquido, de cuatro tiempos y doble árbol de levas, de 999 cc, basado en el empleado en la KTM 990 Super Duke, el cual llega a producir 78 kW de potencia. Es capaz de alcanzar una velocidad punta de 198 km/h.
La gama en el año 2007 contaba con una versión más especializada para el offroad denominada "KTM 990 Adventure S" que aumentaba todavía más su altura con un recorrido de suspensiones de 265 mm en ambos ejes y con ello, el asiento quedaba a unos inalcanzables para muchos 915 mm con unas capacidades para el offroad lejos de cualquier moto trail de la competencia gracias a su gran altura libre al suelo y un recorrido de suspensiones más propio de una moto de enduro.
En el año 2009 se presenta la "KTM 990 Adventure R" con ligeros retoques tanto estéticos como mecánicos con un aumento de potencia 10 cv sobre los 105 CV que ya presentaban sus veteranas pero se disminuye de nuevo el recorrido de suspensiones a 245 mm en ambos ejes, para hacer este modelo más manejable cuando el piloto quiere poner los pies en el suelo. 